# Gibbodynerus minutus
Gibbodynerus minutus är en stekelart som beskrevs av Gusenleitner 2000. Gibbodynerus minutus ingår i släktet Gibbodynerus och familjen Eumenidae. Inga underarter finns listade i Catalogue of Life.